# کوهستان قندیل
کوهستان قندیل (کردی: چیایێن قەندیلێ‎؛ عربی: جبل قنديل‎)، منطقه‌ای کوهستانی در اقلیم کردستان عراق در نزدیکی مرز ایران–عراق است. این منطقه بخشی از رشته‌کوه زاگرس است و دسترسی به آن دشوار بوده و زمین بسیار ناهمواری دارد که بلندترین قله‌های آن به بیش از ۳٬۰۰۰ متر می‌رسد.

## کوه‌پیمایی
برنامهٔ قندیل ۴ روزه بوده و زمان رفت و برگشت آن ۴۸ ساعت (۱۷ ساعت پیاده‌روی مفید) وقت لازم دارد. این کوه پناهگاه ندارد و پیرانشهر و روستاهای اطراف آن برای صعود شناخته شده‌اند. یخچال‌های این کوه از ارتفاع ۲۸۰۰ آغاز می‌شود.

## پایگاه گروه‌های چریکی کرد
کوهستان قندیل، در مرز ایران و عراق همچون پناهگاهی برای گروه‌های حزبی مختلف کرد عمل کرده است. از جملهٔ این گروه‌ها می‌توان به حزب دموکرات کردستان ایران، حزب کارگران، اتحادیه میهنی کردستان و حزب حیات آزاد اشاره کرد.